# Maki Miyamae
Maki Miyamae (宮前真樹, Miyamae Maki, née le 16 janvier 1973 à Tōkamachi, préfecture de Niigata, au Japon) est une chanteuse et actrice, ex-idole japonaise dans les années 1990. 
Elle débute en 1989 avec le groupe de J-pop féminin CoCo, qui se sépare en 1994. En 1992, elle commence parallèlement une carrière en solo, sortant un single, classé à l'Oricon, qui sert de thème pour le personnage Chun-Li dans le jeu vidéo Street Fighter II: The World Warrior. Elle se reconvertit en "tarento", apparaissant dans  quelques émissions TV et drama, et fait un doublage pour la série anime Transformers: Beast Wars Neo en 1999.

## Discographie

### Single
- 1992.12.16 : Yume e no Position

### Participations
Album
- 1992/12/16 : Street Fighter II: The World Warrior OST  (chante sur 1 titre)
- 1994/??/?? : 1979 OST (chante sur 3 titres)
- 1994/11/18 : Season's Groovin' (chante sur 3 titres)
- 1997/03/01 : Sirius (天狼星) Musical Album (chante sur 2 titres)

Single
- 1995/02/22 : USSO!, par le groupe psychogalvanometer (Kazumi saitoh with ERRY & MAKI)

## Liens
- (ja) Site officiel
- (ja) Blog officiel
- (ja) Discographie sur un site de fan